# Gustav Victor Rudolf Born
Gustav Victor Rudolf Born (Göttingen, 29 de julho de 1921 - 16 de abril de 2018) foi um farmacologista britânico.

## Carreira
É professor emérito de farmacologia do King's College de Londres e professor pesquisador do Instituto de Pesquisas William Harvey, Colégio de Medicina do Hospital St Bartholomew. Nasceu na Alemanha, filho de Hedwig Ehrenberg e Max Born. Frequentou a Oberrealschule em Göttingen. Após fugir para o Reino Unido com seus pais, frequentou a Perse School em Cambridge, a Edinburgh Academy e a Universidade de Edimburgo.
Foi eleito um fellow da Royal Society em 1972, e do Royal College of Physicians em 1976. Foi professor de farmacologia do King's College de Londres, de 1978 a 1986, e tornou-se professor pesquisador (Research Professor) do Instituto William Harvey em 1989.

## Família
Casou com Ann Plowden-Wardlaw, uma doutora em medicina e psicoanalista kleiniana. Em 1962 casou com a médica Faith Maurice-Williams.
Sua filha do primeiro casamento, Georgina Born, é professora de sociologia, antropologia e música da Universidade de Cambridge, e sua sobrinha é a atriz e cantora Olivia Newton-John.

## Publicações
Em 2006 escreveu um livro como coautor com Lorie Karnath, "Wohin geht die Sonne, wenn ich schlafe". Munique, Nymphenburger Verlag.

## Outros interesses
Born foi membro do comitê consultivo do Projeto Anti-Concorde.